# Помідори-вбивці з'їдають Францію!
«Помідори-вбивці з'їдають Францію!» (англ. Killer Tomatoes Eat France!) — американський комедійний фільм жахів.

## Сюжет
Гладячі знову зустрічаються з божевільним доктором Мортімером Гангріном, одержимим ідеєю світового панування. Цього разу він має намір влаштувати другу Велику французьку революцію і для початку зробити правителем Франції свого помічника Ігоря. На шляху ненормального вченого встає американський герой і проста французька дівчина…

## У ролях
- Марк Прайс — Майкл
- Анджела Віссер — Марі
- Стів Лундквіст — Ігор / Луї XXVII
- Джон Естін — Професор Мортімер Гангрін
- Рік Роквелл — Зі Капітан
- Кевін Вест — ведучий концерту
- Том Катсіс — тюремний чиновник
- Білл ЛаФлер — начальник
- Ейлін Боуман — екскурсовод
- Арні Міллер — турист, який повинен пройти
- Майкл Ф. Ламберт — артист
- Гарольд Макферсон мол. — Френч, батько Марі
- Д.Дж. Салліван — Марі, мати Марі
- Емі Лоуренс — Марі, сестра Марі
- Максім Дюменіль — гарний французький хлопець
- Коста Діллон — продавець
- Дж.П. Морлі — зберігач взуття
- Хезер Гарпол — Марі, який хотіла стати королевою
- Пол Л. Нолан — FT Агент
- Дебі Фарес — Марі статистка
- Сюзанн Дін — FT Groupie
- Мері М. Іган — літня туристка
- Керін Аргоуд — офіціантка Марі
- Джон Де Белло — режисер
- Мірьям Шіппер — сценарист супервайзор
- Койті Тамура — японський турист
- Джеррі Корона — Shish-ka стрижений турист
- Бруно Туссен — Горбань із Нотр-Дама
- Том Ешворт — Єпископ Хортон Плаза

в титрах не вказані
- Рон Форд — статуя
- Ендрю П. Джонс — Золтан
- Тімоті Е. Несбітт — папарацці
- Боб Солліз — солдат 1
- Маргарет Саттон — стара